# National Women's Basketball League
La National Women's Basketball League, ou NBWL, était une ligue mineure, féminine de basket-ball disputée aux États-Unis d'Amérique. Elle a été créée en 1997 et a commencé ses compétitions dès l'automne de cette année-là. Elle possède une section professionnelle, la NWBL Pro League, qui se disputait durant la période non occupée par la WNBA (la ligue majeure, qui se déroule l'été). Ainsi certaines joueuses de la grande Ligue préfèrent disputer cette compétition à domicile plutôt que de traverser les mers pour aller jouer en Europe, en Corée-du-Sud ou en Australie. La ligue a arrêté ses activités en 2007

## Historique
Contrairement à la ABL ou à la WNBA (en 1996 toutes les deux), la NWBL a été créé dans l'optique d'être une compétition amateur.
Malgré des difficultés pour trouver des joueuses, la ligue commence ses compétitions en décembre 1997 avec 4 équipes : les San Diego Waves (considérée comme la toute première équipe de NWBL), les Columbus Lady Blazers, les Washington DC Defenders et les Long Beach Lightning. La croissance est plutôt rapide puisqu'en 2000 ce sont 600 joueuses, 15 états et 26 villes qui composent la ligue.
En 2001 la ligue forme une compétition professionnelle (la NWBL Pro League), composée à nouveau de quatre équipes : le Justice d'Atlanta, le Power de Birmingham, le Majesty de Mobile et le Legacy de Kansas City. Cette première saison Pro s'est achevée en avril 2001 sur la victoire du Justice.
Depuis lors la NWBL Pro League a accueilli plusieurs joueuses de renom comme : Sheryl Swoopes, Sue Bird, Tamika Catchings et Becky Hammon. Néanmoins l'annonce en juin 2006 du possible arrêt (au moins pour une saison) du Chill du Colorado semble avoir eu raison de la ligue.

## Les équipes de la NWBL Pro League
Cette liste recense toutes les équipes ayant participé à la ligue Pro au moins lors d'une saison :
- Justice d'Atlanta
- Power de Birmingham
- Blaze de Chicago
- Chill du Colorado
- Blizzard de Grand Rapids
- Stealth de Houston
- Legacy de Kansas City >> Fury du Tennessee >> Fury de Dallas >> Legacy de San Francisco
- Hawks de Lubbock
- Majesty de Mobile
- Siege de San Diego
- Spiders de San José
- Spirit de Springfield

## Palmarès de la NWBL Pro League
| Année | Vainqueur          | Adversaire          | Score |
| ----- | ------------------ | ------------------- | ----- |
| 2001  | Justice d'Atlanta  | Power de Birmingham | 90-75 |
| 2002  | Stealth de Houston | Blaze de Chicago    | 68-59 |
| 2003  | Stealth de Houston | Fury du Tennessee   | 95-76 |
| 2004  | Fury de Dallas     | Chill du Colorado   | 73-69 |
| 2005  | Chill du Colorado  | Fury de Dallas      | 77-70 |
| 2006  | Chill du Colorado  | Siege de San Diego  | 78-71 |